# Dorothy Kingsley
Dorothy Kingsley est une scénariste américaine, née à New York le 14 octobre 1909, décédée à Monterey (Californie) le 26 septembre 1997.
Au cinéma, elle est scénariste d'une trentaine de films, produits principalement par la Metro-Goldwyn-Mayer, entre 1941 et 1967.
Durant sa carrière, elle écrit également pour des émissions radiophoniques et, en 1969, à la télévision, pour deux épisodes d'une série télévisée (elle en est aussi productrice) et un téléfilm-documentaire.

## Filmographie partielle
- 1943 : Fou de girls (Girl Crazy de Norman Taurog et Busby Berkeley
- 1943 : La jeunesse s'amuse (Best Foot Forward) d'Edward Buzzell
- 1944 : Le Bal des sirènes (Bathing Beauty) de George Sidney
- 1944 : Broadway qui chante (Broadway Rhythm) de Roy Del Ruth
- 1948 : Dans une île avec vous (On an Island with you) de Richard Thorpe
- 1948 : Ainsi sont les femmes (A Date with Judy) de Richard Thorpe
- 1949 : La Fille de Neptune (Neptune's Daughter) d'Edward Buzzell
- 1950 : Les Heures tendres (Two Weeks with Love) de Roy Rowland
- 1950 : The Skipper Surprised His Wife d'Elliott Nugent
- 1951 : Angels in the Outfield de Clarence Brown (dont un remake a été réalisé en 1994 sous le titre français Une équipe aux anges)
- 1951 : Carnaval au Texas (Texas Carnival) de Charles Walters
- 1951 : It's a Big Country, de Clarence Brown, Don Hartman, John Sturges…
- 1952 : Aventure à Rome (When in Rome) de Clarence Brown
- 1953 : Embrasse-moi, chérie (Kiss Me Kate) de George Sidney
- 1953 : Traversons la Manche (Dangerous when wet) de Charles Walters
- 1953 : Le Joyeux Prisonnier (Small Town Girl) de László Kardos
- 1954 : Les Sept Femmes de Barbe-Rousse (Seven Brides for Seven Brothers) de Stanley Donen
- 1955 : La Chérie de Jupiter (Jupiter's Darling) de George Sidney
- 1957 : Prenez garde à la flotte (Don't go near the Water) de Charles Walters
- 1957 : La Blonde ou la Rousse (Pal Joey) de George Sidney
- 1959 : Vertes Demeures (Green Mansions) de Mel Ferrer
- 1960 : Can-Can de Walter Lang
- 1960 : Pepe de George Sidney
- 1967 : La Vallée des poupées (Valley of the Dolls) de Mark Robson